# Rue Cocatrix
La rue Cocatrix est une ancienne rue de l'île de la Cité à Paris, qui a été supprimée lors du percement de la rue d'Arcole en 1866.

## Situation
Située dans l'ancien 9e arrondissement, quartier de la Cité, d'une longueur de 32 mètres, la rue Cocatrix commençait en 1817 aux 6-8, rue Saint-Pierre-aux-Bœufs, en face du cul-de-sac Sainte-Marine, et finissait aux 2-4, rue des Trois-Canettes en formant un retour d'équerre.
Les numéros de la rue étaient noirs. Le dernier numéro impair était le no 11, et le dernier numéro pair était le no 16.

## Origine du nom
Le nom de « Cocatrix » lui vient du fief Cocatrix, assis entre la rue des Deux-Hermites et la rue Saint-Pierre-aux-Bœufs, que possédait la famille du même nom au XIIIe siècle. Dans son Dictionnaire universel de 1690, Antoine Furetière définit le coquatrix comme un basilic (serpent) des cavernes et des puits et le rattache nommément à ce fief.

## Historique
Elle est citée dans Le Dit des rues de Paris de Guillot de Paris sous la forme « rue Cocatris ».
Elle est citée sous le nom de « rue Coquadrille », dans un manuscrit de 1636.
En 1702, la rue qui fait partie du quartier de la Cité possède dix maisons et deux lanternes.
Le retour d'équerre de cette rue a été retranché en 1836 au profit de la rue de Constantine, puis la rue fut entièrement supprimée lors du percement de la rue d'Arcole en 1866.